# 国際観光会館
国際観光会館（こくさいかんこうかいかん）は、グラントウキョウノースタワー建設のため三井不動産株式会社により買収され、100％出資子会社化された株式会社、および同社が東京都千代田区丸の内に所有していたビル名。

## 概要
元々は東京駅八重洲北口に国際観光会館ビルを所有し、その中でホテル国際観光（等価交換として取得した芝の地で現在はセレスティンホテルとして営業を継続）というホテルの運営や不動産賃貸など幅広く事業展開を行っていた。
国際観光会館ビルには1954年から1971年まで日本棋院の日本棋院中央会館が入居していた。
近年は本拠地であった丸の内周辺の再開発を進め、東日本旅客鉄道、三井不動産等と共に、国際観光会館ビル跡地にグラントウキョウノースタワーをオープンさせた。
2005年に三井不動産の完全子会社となり、2007年10月には株式会社セレスティンホテルに商号変更、さらに2015年7月に三井不動産ホテルマネジメントに吸収合併された。

## 主な保有ビル・商業施設
- セレスティンホテル
- グラントウキョウノースタワー（一部所有）